# Filí
Filí o Fyli (en griego Φυλή, "Filí"; griego antiguo "Filé") es un municipio de la parte noroeste de Atenas, Grecia. Se encuentra en la región noreste de la unidad periférica de Ática Occidental. La sede de la municipalidad es la ciudad de Ano Liosia.

## Geografía
Está situada en las estribaciones meridionales del monte Parnés, al noreste de la llanura de Eleusis. Se encuentra a 4 km al nordeste de Ano Liosia, a 8 km al noreste de Aspropyrgos y a 14 km al noroeste del centro de Atenas. La autopista 6 pasa al sur de la ciudad.

## Municipio
El municipio se formó tras la reforma administrativa del Plan Calícrates de 2011 por la fusión de varios antiguos municipios, que pasaron a ser unidades municipales. Estas son:
- Ano Liosia
- Fyli
- Zefyri

## Habitantes
La superficie es de 109 km². La población ha pasado de 2947 a 39.137 habitantes.
| Año  | Población de la ciudad | Cambio       | Población municipal | Cambio     | Densidad |
| ---- | ---------------------- | ------------ | ------------------- | ---------- | -------- |
| 1981 | 2,135                  | -            | -                   | -          |          |
| 1991 | 2,917                  | +782/+36.63% | 2,925               | -          | 42.2/km² |
| 2001 | 2,891                  | -26/-0.89%   | 2,947               | +22/+0.75% | 42.5/km² |

## Historia
En el 404 a . C., Trasíbulo y los exiliados de Filé fueron derrotados en la batalla de Muniquia, cerca de El Pireo.